# Veľký Biel
Veľký Biel este o comună slovacă, aflată în districtul Senec din regiunea Bratislava. Localitatea se află la altitudinea de 131 m deasupra n.m., se întinde pe o suprafață de 10,16 km2 și în 2017 număra 2.567 de locuitori.

## Istoric
Localitatea Veľký Biel este atestată documentar din 1209.

## Demografie
| An:                | 1994 | 2004    | 2014    | 2024    |
| ------------------ | ---- | ------- | ------- | ------- |
| Număr de persoane: | 1998 | 2203    | 2427    | 3064    |
| Diferență:         |      | +10,26% | +10,16% | +26,24% |

| An:                | 2023 | 2024   |
| ------------------ | ---- | ------ |
| Număr de persoane: | 3035 | 3064   |
| Diferență:         |      | +0,95% |